# الحرب على الديمقراطية
الحرب على الديمقراطية  فيلم وثائقي لعام 2007 من إخراج المخرجين البريطانيين كريستوفر مارتن و جون بيلجر، الذي كتب أيضاً رواية الفلم.
بتركيزه على الحالة السياسية للدول في أمريكا اللاتينية، الفيلم ينتقد كلا من الولايات المتحدة «لتدخلها في السياسة الداخلية للدول الأجنبية» وحربها علىالإرهاب.
عرض الفيلم لأول مرة في المملكة المتحدة في 15 يونيو 2007.

## إنتاج
استغرق إنتاج الفلم لفترة سنتين.
كارل ديال، مدير أرشيف أفلام مايكل مور «فهرنهايت 9/11 ,والبولينج فور كولومبين»، زود بلقطات أرشيفية استخدمت في الفيلم عالية الوضوح (HD).[بحاجة لمصدر]

## توزيع
الحرب على الديمقراطية عرض في مهرجان كان السينمائي 2007  ومهرجان غالواي للأفلام.
تم بيع الفيلم للموزعين في «ليونزجيت للتوزيع» في المملكة المتحدة و«هوب سكوتش للتوزيع» في أستراليا ونيوزيلندا. وقد عرض لمرتين قبل النشر في موقعين ل«فوب» في 12 يونيو 2007، وواحدة منها أعقبها فقرة أسئلة وأجوبة مع المدير المشارك جون بيلجر

## ردود فعل
بيتر برادشو كتب في «صحيفة الجارديان»: 
أندرو بيلين كتب في «صحيفة تايمز»: 
"الحرب على الديمقراطية" حاز على جائزة الفيلم الوثائقي التلفزيوني العالميالأول" في عام 2008.

## شباك التذاكر
«الحرب على الديمقراطية» حقق 199.500$ في شباك التذاكر فيأستراليا 

## روابط خارجية «إنكليزية»
- ا لحرب على الديمقراطية , Complete documentary online, at www.johnpilger.com
- "Have Your Say - Live!!!, with John Pilger", BBC News World
- Review, Empire
- Review, NarcoNews
- الحرب على الديمقراطية على موقع IMDb (الإنجليزية)
- الحرب على الديمقراطية على موقع روتن توميتوز (الإنجليزية)
- الحرب على الديمقراطية على موقع نتفليكس (الإنجليزية)
- الحرب على الديمقراطية على موقع ألو سيني (الفرنسية)
- الحرب على الديمقراطية على موقع Turner Classic Movies (الإنجليزية)
- الحرب على الديمقراطية على موقع أول موفي (الإنجليزية)
- الحرب على الديمقراطية على موقع فيلمافينيتي (الإسبانية)
- الحرب على الديمقراطية على موقع قاعدة بيانات الفيلم (الإنجليزية)
- الحرب على الديمقراطية على موقع ليتربوكسد (الإنجليزية)
- الحرب على الديمقراطية على موقع كينوبويسك (الروسية)